# Argentinisch-haitianische Beziehungen
Die Argentinisch-haitianischen Beziehungen sind im Rahmen der gemeinsamen Mitgliedschaft in der Organisation Amerikanischer Staaten (OAS) frei von Belastungen und verzeichnen in der über 200-jährigen Unabhängigkeit beider Staaten keine Konflikte.

## Politik und Diplomatie
Haiti war der erste Staat, der im Jahr 1816 die Unabhängigkeit Argentiniens von Spanien anerkannte. Diplomatische Beziehungen nahmen die beiden Länder Ende der 1940er-Jahre auf.
Argentinien beteiligte sich mit 72 Soldaten und 10 bewaffneten Polizisten von 2004 bis 2017 an der Stabilisierungsmission der Vereinten Nationen in Haiti (MINUSTAH).
Zwischen beiden Staaten sind Botschafter ausgetauscht. Damit gehört Argentinien zu den wenigen Staaten, die sowohl eine Botschaft in Haiti unterhalten als auch eine Botschaft Haitis in ihrer Hauptstadt beherbergen.
Etwa 50.000 Haitianer leben in Argentinien. Im August 2018 führte Argentinien angesichts der Krise in Haiti die Visumspflicht für Haitianer auch bei touristischen Aufenthalten von weniger als drei Monaten Dauer ein.
Argentinien exportiert Kraftfahrzeuge der Marke Toyota Hilux, Mais und Rindfleisch im Wert von jährlich rund 10 Millionen US-Dollar nach Haiti. Die Exporte Haitis nach Argentinien liegen jährlich bei einem Wert von 80.000 US-Dollar.